# Armia Krajowa

Symbol för den polska motståndsrörelsen Armia Krajowa.

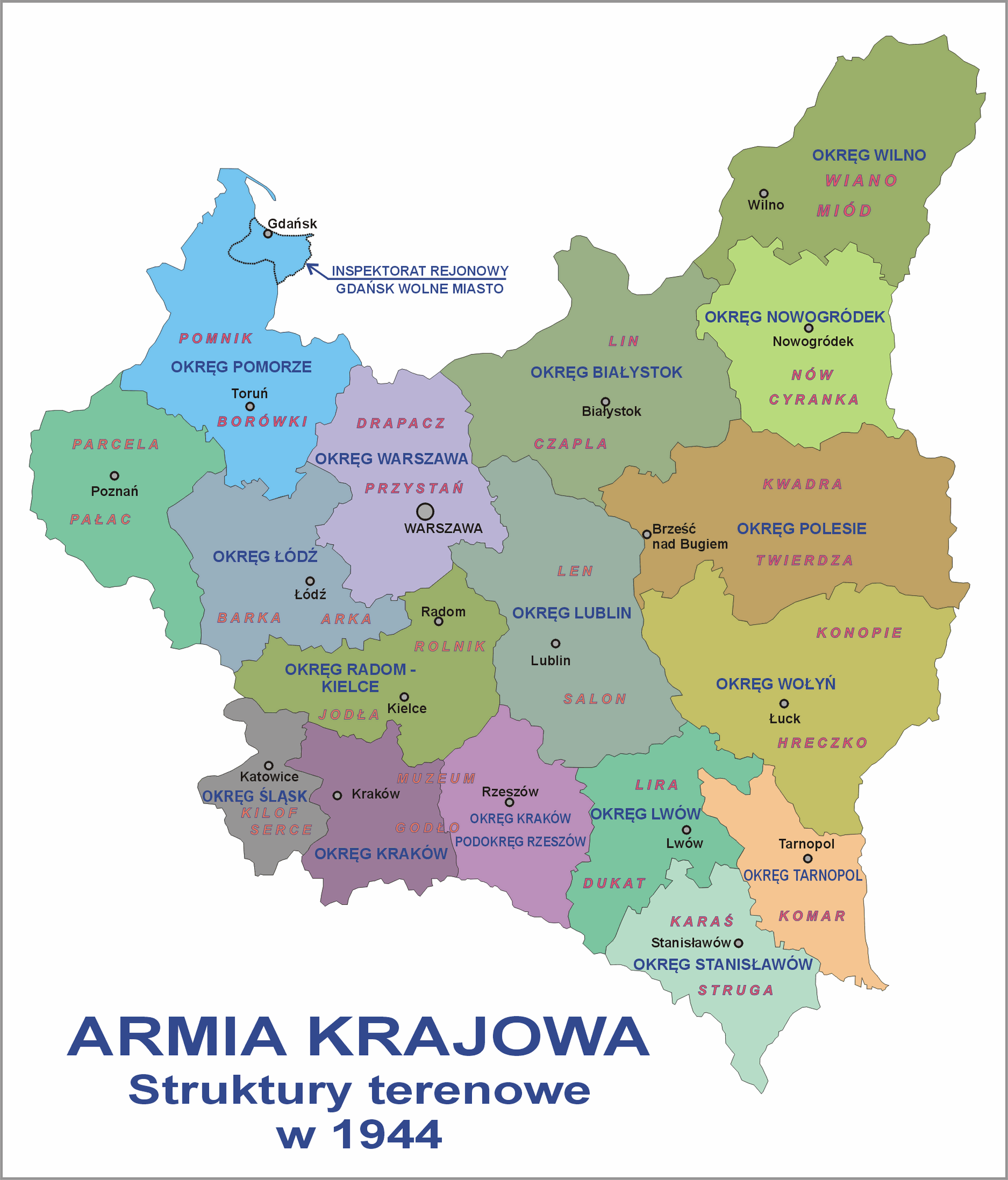
Armia Krajowas territoriella organisation 1944.

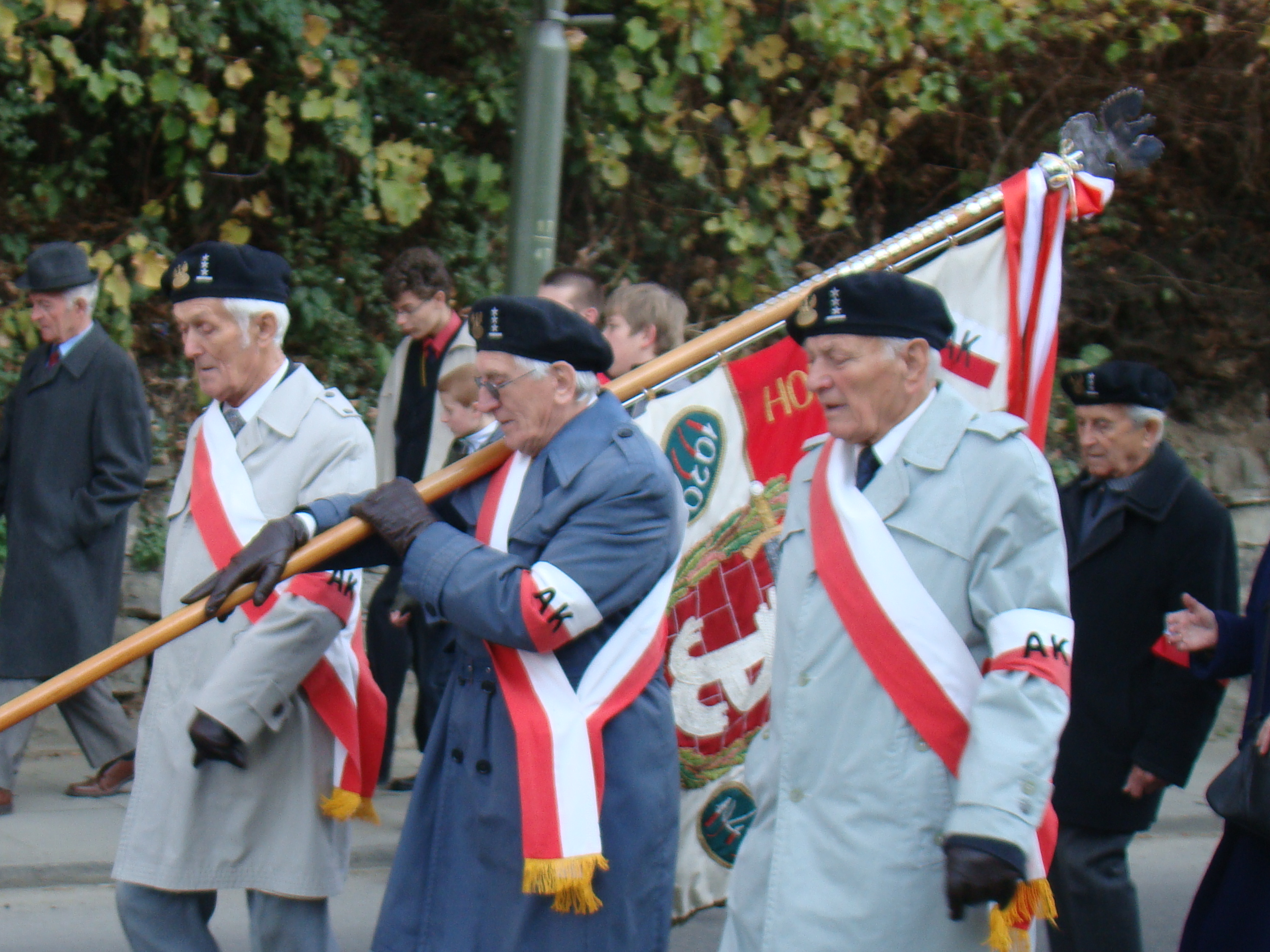
Först efter återinförandet av demokratin i Polen 1989 hedrades Armia Krajowas forna medlemmar.

Hemarmén (polska Armia Krajowa, även känd som AK) – polsk motståndsrörelse som bekämpade tyskarna under deras ockupation av Polen 1939–1945. Armén var underställd den polska exilregeringen i London under andra världskriget. Med sina över 400 000 medlemmar var AK den största väpnade motståndsrörelsen i Polen, och i något ockuperat europeiskt land. AK organiserade cirka tre fjärdedelar av alla motståndskämpar i Polen. Den inofficiella flaggan för Armia Krajowa utgörs av den polska flaggan och centralt placerad visas den polska kotwica (ankare). AK var en underjordisk stat och omfattade förvaltning, domstolar, skolor och väpnade styrkor. Den viktigaste insatsen under kriget var sabotageverksamhet riktad mot tysk industri (speciellt vapenindustri), livsmedelsproduktion och militära tågtransporter till Sovjetunionen.

## Historia
Armia Krajowa hade sitt ursprung i Służba Zwycięstwu Polski (Polska segertjänsten) som bildades den 27 september 1939 av general Michał Karaszewicz-Tokarzewski. Den 17 november ersatte general Władysław Sikorski denna organisation med Związek Walki Zbrojnej (Unionen för väpnad kamp) och efter att ha gått ihop med Polski Związek Powstańczy (Polska motståndsunionen) så bildades slutligen Armia Krajowa den 14 februari 1942. Armia Krajowa upplöstes officiellt den 19 januari 1945 efter att en stor del av Polen blivit befriat från tyskarnas ockupation av Röda armén. Många enheter fortsatte dock sin kamp, fast nu under andra omständigheter. Närmare 35 000 AK-soldater fängslades efter kriget och tillbringade 10 år i fängelse innan de benådades.

## Organisation
Polens militära styrkor under andra världskriget bestod av:
- Polska väpnade styrkor, underordnade de västallierades kommando
  - Armén
  - Krigsflottan
  - Flygvapnet
- Hemarmén (Armia Krajowa, AK), agerande på ockuperad mark

Befälhavare för AK var underställd Direktoratet för underjordisk kamp och den polske överbefälhavaren, som i sin tur var underställd landets president. Överbefälhavaren och presidenten hade London som stationeringsort, medan befälhavaren för AK befann sig i Polen.
AK organiserade mellan 250 000 och 400 000 medlemmar, med snitt på cirka 300 000 varav 10 000 officerare. AK var uppdelad i följande geografiska områden. Divisionsnamnen användes i operation Stormen (Burza) i krigets slutfaser med mål att befria viktiga områden i landet:
- Warszawa-området
  - Östra distriktet (Warszawa-Praga), 10:e infanteridivision
  - Norra distriktet (inklusive Allenstein och Königsberg), 8:e infanteridivision
  - Västra distriktet, 28:e infanteridivision
- Sydöstra-området
  - Lwówdistriktet, 5:e infanteridivision
  - Stanisławówdistriktet, 11:e infanteridivision
  - Tarnopoldistriktet, 12:e infanteridivision
- Västra-området
  - Pommerndistriktet (Gdynia)
  - Poznańdistriktet
- Oberoende områden
  - Wilnodistriktet
  - Nowogródekdistriktet
  - Polesie (Pińsk), 30:e infanteridivision
  - Wołyńdistriktet, 27:e infanteridivision
  - Białystokdistriktet, 29:e infanteridivision
  - Lublindistriktet, 3:e legionens infanteridivision och 9:e infanteridivision
  - Krakówdistriktet, 6:e, 106:e, 21:a, 22:a och 24:e infanteridivisioner, Krakóws motoriserade kavalleribrigad
  - Schlesien (Śląsk)-distriktet kring Katowice
  - Kielce-Radomdistriktet, 2:e legionens infanteridivision och 7:e infanteridivision
  - Łódźdistriktet, 25:e och 26:e infanteridivisioner
- I utlandet
  - Budapestdistriktet
  - Berlindistriktet

## Befälhavare
- Stefan Rowecki – även känd som Grot (pilspets). Befälhavare fram till dess att han arresterades 1943.
- Tadeusz Bór-Komorowski – befälhavare fram till dess att han tillfångatogs i september 1944.
- Leopold Okulicki – även känd som Niedźwiadek (björnunge) ledde organisationen under dess sista dagar.

## Sabotage

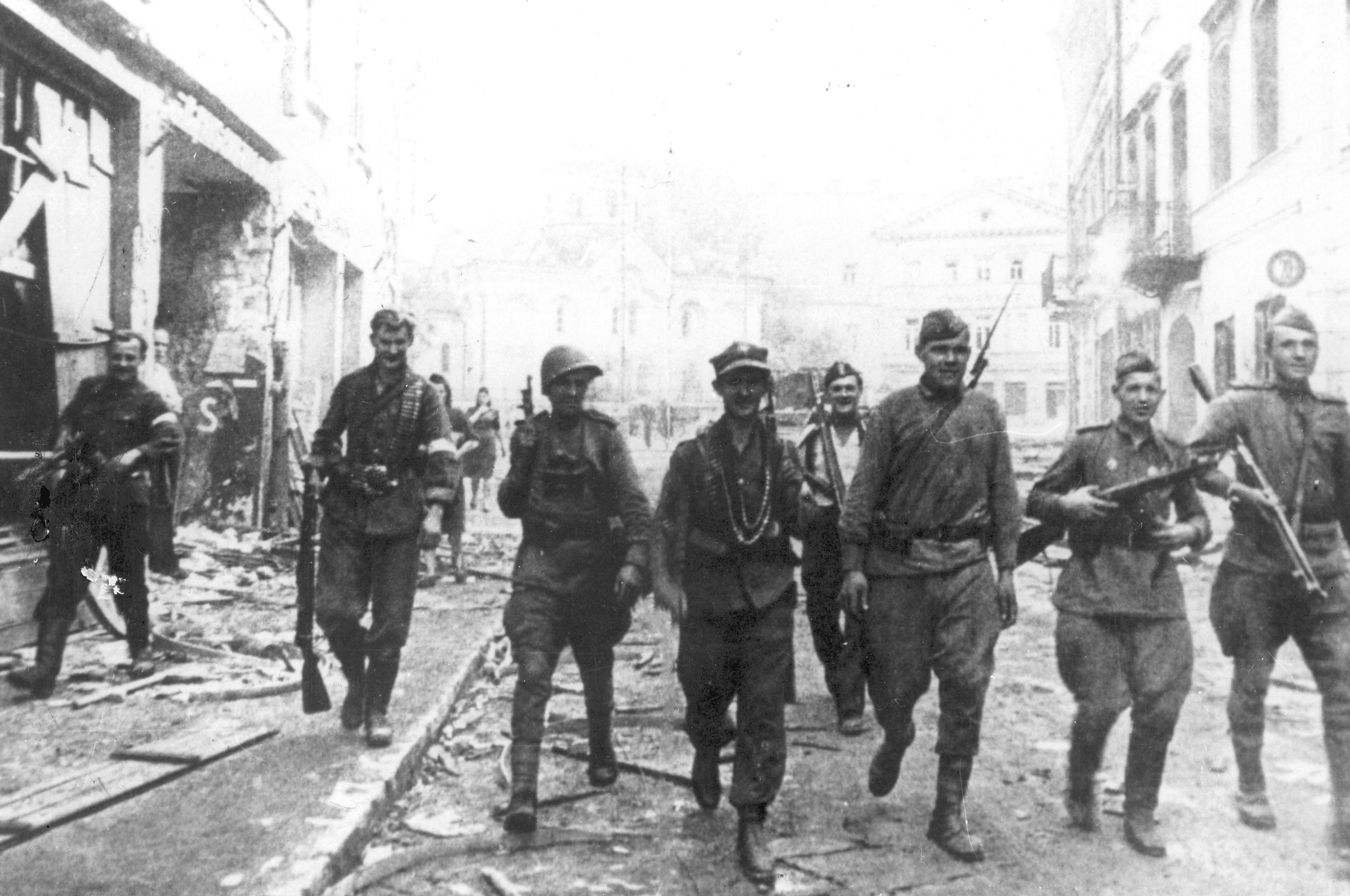
Armia Krajowas och Röda arméns soldater patrullerar tillsammans på Vilnius gator, juli 1944.

Polackerna i tysk industri utförde ofta sabotageaktioner och levererade defekta produkter till fronten. Polska bönder levererade jordbruksprodukter enligt regeln "så lite, så sent och så dåligt som möjligt". De viktigaste transportlederna till östfronten gick över Polen och många attentat riktades mot de militära tågen. Mellan åren 1941 och 1945 blev 7 000 tyska tåg förstörda, skadade eller urspårade. Elektricitetstillförseln till Warszawas järnvägar bröts mer än 600 gånger. Vid ett tillfälle var hela 43 procent av alla lokomotiven i Generalguvernementet ur funktion. Tågsabotagen bidrog mycket allvarligt till att förvärra försörjningen för den tyska armén vid sovjetiska fronten. Det har uttalats att de polska sabotagen motsvarade förstörelse som kan bara åstadkommas av flera divisioner vid fronten. Joseph Göbbels noterade i sin dagbok i september 1943 att "handlingar av sabotage och terrorism ökade enormt i Generalguvernementet i Polen".

## Krigsfångar
Armia Krajowa gömde också förrymda allierade krigsfångar och besättningar från nedskjutna allierade flygplan undan tyskarna. Det förekom också fall där gömda flygare kunde smugglas ut ur landet till väst.

## Större militära operationer
Det viktigaste militära bidraget från AK var tusentals väpnade aktioner mot tyska Wehrmacht- och polisstyrkor. Flera attentat mot Gestapofunktionärer ansvariga för förbrytelser och terror mot den polska befolkningen utfördes. 

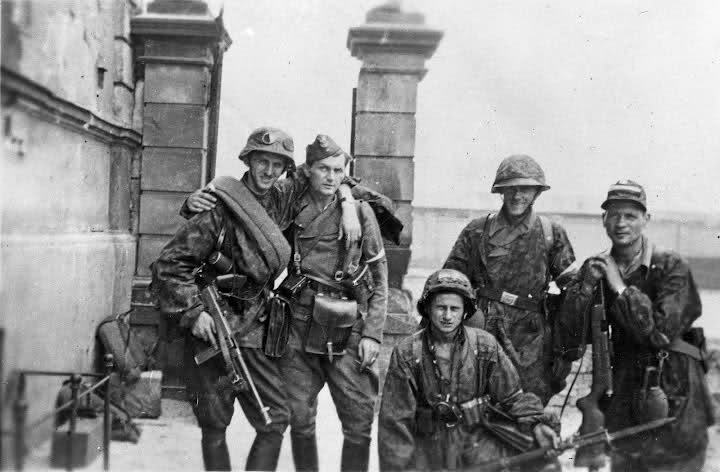
AK soldater under Warszawaupproret.

AK bedrev också underrättelseverksamhet och rapporterade om situationen i landet genom kodade radiomeddelanden till exilregeringen som i sin tur informerade de allierade och internationell press. Rapporterna om koncentrationslägren meddelades kort efter att den nya tyska utrotningspolitiken sattes i verket. AK kom också över nya tyska vapen som V-1-missilen och V-2-raketen.

### Akcja Burza (Operation Storm)
Operationen hade som mål att i taktiskt samarbete med de sovjetiska styrkorna befria landet och förbereda för att polska civila myndigheter skulle ta över kontrollen över Polen. Planen godkändes av exilregeringen i London och av den polska underjordiska parlamentet Krajowa Reprezentacja Polityczna (landets politiska representation). Samarbetet med de sovjetiska styrkorna fungerade i vissa fall, men oftast fann sig polackerna attackerade av både tyskar och ryssar.
Viktigaste aktionerna inom Burza:
- Vilniusupproret, 7-14 juli 1944, där polackerna befriade staden tillsammans med Röda armén, men de polska AK officerare blev arresterade av NKVD och stor andel blev sänd till Gulag. En del av AK soldater bestämde sig att ansluta sig till Röda armén eller polska folkarmén, medan en annan del drog sig tillbaka till skogsområden runt om Vilnius.
- Lvivupproret, 23-27 juli 1944, inleddes som en gemensam aktion att befria staden. Resultatet för AK efter befrielsen av Lviv blev densamma som vid befrielsen av Vilnius.
- Warszawaupproret, 1 augusti – 2 oktober 1944, startade när den sovjetiska armén närmade sig staden. Då den förväntade hjälpen från de sovjetiska styrkorna uteblev hann tyskarna slå ner upproret och jämna staden med marken.